# Buena Vista megye
Buena Vista megye az Amerikai Egyesült Államokban, azon belül Iowa államban található. Megyeszékhelye és legnagyobb városa Storm Lake. Lakosainak száma 20 823 fő (2020. április 1.). Buena Vista megye Clay, Sac, Cherokee, Pocahontas, O’Brien, Palo Alto, Ida és Calhoun megyékkel határos.

## Népesség
A megye népességének változása:
| Lakosok száma | 20 334 | 20 284 | 20 562 | 20 567 | 20 493 | 20 823 |
|               | 2010   | 2011   | 2012   | 2013   | 2015   | 2020   |